# Mecànic d'automòbil
Un mecànic d'automòbil és un professional amb coneixements de mecànica d'automòbils suficients per a fer eventuals reparacions en aquest tipus de vehicles. El local on treballa generalment és conegut com a taller mecànic. A part dels tallers clàssics hi ha associacions d'usuaris que ofereixen un servei d'assistència mòbil gratuït als seus membres, amb tallers ambulants, com ara l'AA al Regne unit.
Quan es repara un cotxe, es preveu que un professional pugui fer un diagnòstic ràpid i precís. Normalment en el servei d'atenció al client que diagnostica abans de començar la reparació, o després de la reparació per a la seva inspecció.

## Especialització
Amb el ràpid avanç en la tecnologia de l'automòbil, el servei va evolucionar des de quelcom purament mecànic fins a arribar a incloure una electrònica complexa. Així, com que els vehicles moderns disposen de sistemes electrònics complexos i ordinadors a bord, el mecànic necessita estar constantment entrenant per operar el sofisticat equip de diagnòstic proporcionat pels fabricants de vehicles. És molt comú que el mecànic s'especialitzi en alguna característica específica de l'automòbil, com ara "suspensió i frens", "planxa i pintura"(reparació de la carrosseria), "circuit elèctric, so i alarmes", "injecció electrònica" etc.

## Manteniment preventiu

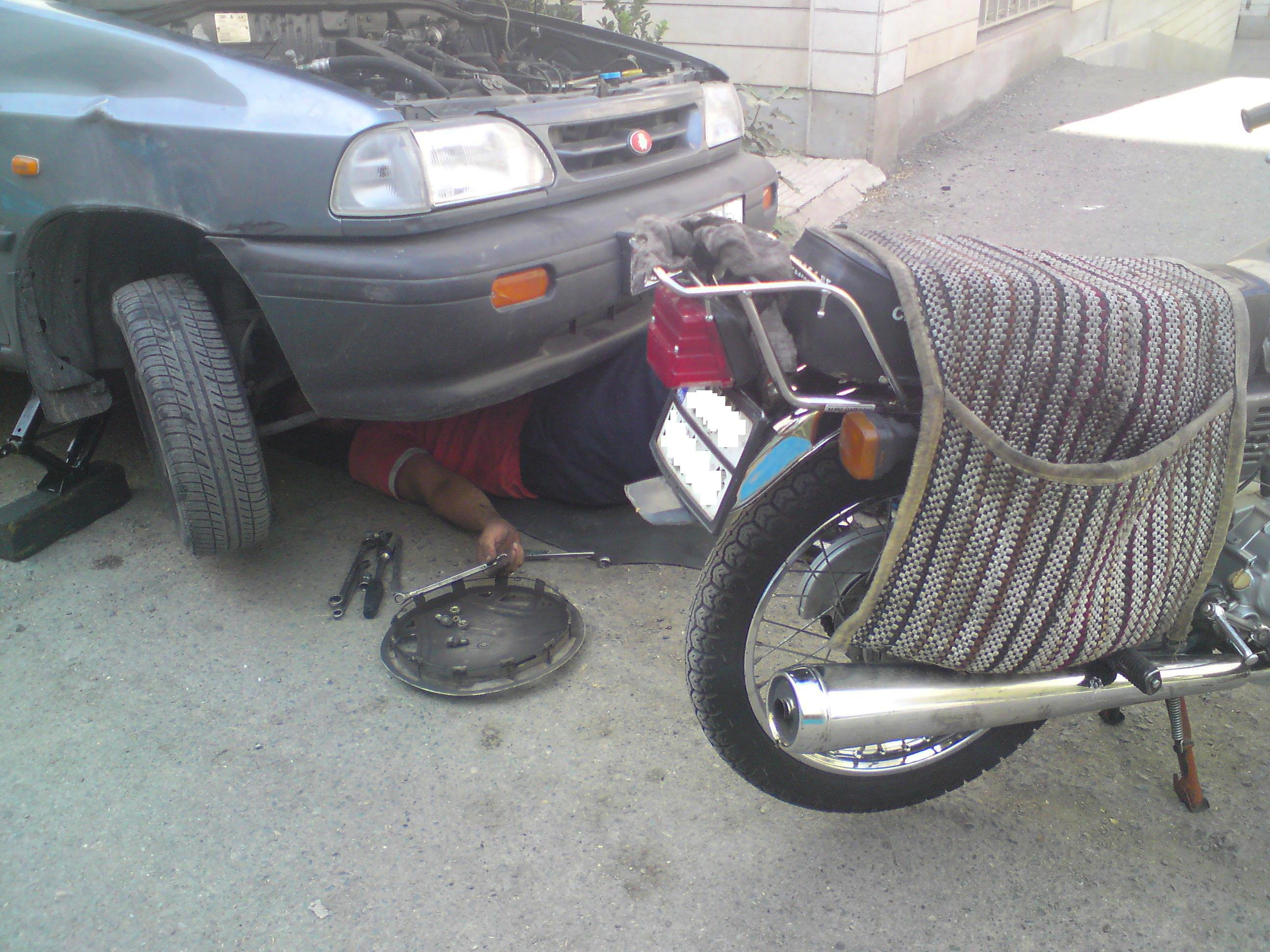
Un mecànic d'automòbils a l'Iran.

Als països industrialitzats, el manteniment preventiu és una de les principals activitats d'un mecànic. Però, als països menys desenvolupats, solen anar al mecànic només quan el vehicle ja mostra signes de mal funcionament. Atès que molts components es solen canviar durant el manteniment preventiu fins i tot encara que no presentin cap problema aparent, molts propietaris prefereixen evitar aquesta despesa extra, malgrat els riscos que comporta.

## Equips de pit-lane
Els equips de pit-lane són una forma especialitzada de treball realitzada per grups de mecànics. De vegades es retrata amb glamour a les pel·lícules i la televisió i es considera prestigiós en algunes parts de la indústria de l'automòbil. Treballar en un equip de pit-lane en circuits professionals de carreres és un treball potencialment perillós i molt estressant a causa dels marges molt ajustats d'error i les possibles pèrdues i guanys financers dels equips de competició, però la perícia mecànica dels equips de pit-lane és generalment alta i reflecteix una habilitat extra amb nivells d'estrès.